# 北都団地
北都団地（ほくとだんち）は、北海道札幌市白石区北郷にある地域の俗称。北都の由来は、大谷地地区の北東にあったことから北東（ほくと）と呼ばれていたことで、後に北斗という表記をへて最終的に北都という漢字になった。
元は札幌市白石町大谷地及び札幌市厚別町川下であった地域で、昭和38年（1963年） - 昭和42年（1967年）に北都土地区画整理組合が農地を区画整理し、昭和42年（1967年）札幌市白石町北郷に編入された。大規模農地を住宅地化した北海道初の事業であった。
現在の地名は札幌市白石区北郷1 - 4条・11 - 14丁目
北都の俗称は札幌市立北都小学校及び札幌市立北都中学校や北都交番で使われている他に、北洋銀行、北海道銀行、北海道信用金庫の支店名及びバスの路線名（北海道中央バス白25北都線）などで使われている。